# Sapromyza morokana
Sapromyza morokana är en tvåvingeart som beskrevs av Kertesz 1900. Sapromyza morokana ingår i släktet Sapromyza och familjen lövflugor. Inga underarter finns listade i Catalogue of Life.